# Hélène Lee
Hélène Lee est une journaliste française, spécialiste de la musique jamaïcaine et ouest-africaine.
Elle commence sa carrière en 1979 au journal Libération et est l'une des premières à défendre les musiques du monde en France. Elle a également tenu une rubrique dans le mensuel Rock & Folk.
Son travail sur les artistes africains permit d'aider certains d'entre eux à décoller sur la scène internationale, comme Salif Keïta, Alpha Blondy, Ray Lema ou encore Tiken Jah Fakoly.
Elle est l'auteur de nombreux ouvrages sur la culture jamaïcaine, contribuant ainsi au développement du reggae en France, et est pour cette raison considérée comme une spécialiste du Rastafarisme.
Elle a également publié des documentaires et des traductions diverses.
Son nom lui vient de son mariage avec Joseph Lee, un rasta originaire de Negril.[réf. nécessaire]

## Filmographie
- Le Premier Rasta (documentaire, 2011)[4],[5]

## Sources
- (en) Cet article est partiellement ou en totalité issu de l’article de Wikipédia en anglais intitulé « Helene Lee » (voir la liste des auteurs).

1. ↑  « Cote d'Ivoire: Hélène Lee (Journaliste et spécialiste du rastafarisme) - "J'ai découvert une Côte d'Ivoire totalement différente" », sur Patriote via AllAfrica.com, 14 avril 2015 (consulté le 7 juillet 2024)
2. ↑  « Hélène Lee au Reggae City Festival : « J’ai beaucoup souffert de la mort de Sankara » », sur Burkina24, 7 mai 2015 (consulté le 7 juillet 2024)
3. ↑  Aziz Patel, « Hélène Lee: Elle a rencontré Bob Marley », sur 7mag.re, 27 mai 2011 (consulté le 7 juillet 2024)
4. ↑  Isabelle Regnier, « "Le Premier Rasta" : voyage aux sources idéologiques du reggae », sur Le Monde, 26 avril 2011 (consulté le 7 juillet 2024)
5. ↑  Catherine Fruchon-Toussaint, « 1. Un documentaire «Le premier rasta» d'Hélène Lee », sur Radio France internationale, 27 avril 2011 (consulté le 7 juillet 2024)